# Sahnewal
Sahnewal é uma cidade e uma nagar panchayat no distrito de Ludhiana, no estado indiano de Punjab.

## Demografia
Segundo o censo de 2001, Sahnewal tinha uma população de 17,248 habitantes. Os indivíduos do sexo masculino constituem 54% da população e os do sexo feminino 46%. Sahnewal tem uma taxa de literacia de 61%, superior à média nacional de 59.5%: a literacia no sexo masculino é de 64% e no sexo feminino é de 58%. Em Sahnewal, 12% da população está abaixo dos 6 anos de idade.